# Кызылагаш (Жарминский район)
Кызылагаш (каз. Қызылағаш, до 1990 г. — Михайловка) — село в Жарминском районе Абайской области Казахстана. Административный центр Кызылагашского сельского округа. Код КАТО — 634481100.

## Население
В 1999 году население села составляло 1133 человека (559 мужчин и 574 женщины). По данным переписи 2009 года, в селе проживало 611 человек (309 мужчин и 302 женщины).